# Tropidophoxinellus spartiaticus
Tropidophoxinellus spartiaticus é uma espécie de peixe actinopterígeo da família Cyprinidae.
Apenas pode ser encontrada na Grécia.
Os seus habitats naturais são: rios e rios intermitentes.
Está ameaçada por perda de habitat.